# Ethioeme tipuliforme
Ethioeme tipuliforme är en skalbaggsart som beskrevs av Karl Adlbauer 2008. Ethioeme tipuliforme ingår i släktet Ethioeme och familjen långhorningar. Inga underarter finns listade i Catalogue of Life.